# Herní systém mistrovství světa v ledním hokeji
Mistrovství světa (MS) v ledním hokeji se ve své historii hrálo podle několika herních systémů.

## MS 1920 (7 účastníků)
Mistrovství světa v roce 1920 se hrálo takzvaným Bergvallovým systémem, který se velmi podobá současnému (2009) systému pavouku play-off.
Jednotlivá mužstva byla rozlosována do dvojic (s výjimkou jednoho – lichého, které postoupilo do dalšího kola přímo) a v této dvojici sehrála jedno utkání. Jeho vítěz postoupil do další fáze, kdy byly z postoupivších opět vytvořeny dvojice a mužstva mezi sebou v rámci jednotlivých dvojic opět sehrála utkání a jeho vítěz postoupil do finále, které se hrálo na jedno utkání.
Poražený finalista nezískal automaticky stříbrnou medaili, ale s ostatními dvěma týmy, které s vítězem finále prohrály, se utká v pavouku o stříbrnou medaili. Mužstva jsou nalosována do dvojic (s ohledem na lichý počet mužstev má jedno volný los a postupuje přímo do další fáze). Ve dvojici sehrají mužstva proti sobě jedno utkání, jehož vítěz postoupí dál, kdy se utká s přímo postoupivším. Spolu sehrají jedno utkání a jeho vítěz získá stříbrnou medaili.
O bronzové medaili se opět rozhoduje v dalším pavouku play-off, jehož se účastní mužstva, která v dosavadním průběhu celého turnaje (tedy jak v pavouku o zlatou medaili, tak v pavouku o stříbrnou medaili) se stříbrným mužstvem prohrála. Z těchto tří mužstev je ze dvou opět vytvořena dvojice a zbývající mužstvo postoupí do další fáze přímo. Ve dvojici je sehráno jedno utkání a jeho vítěz sehraje s přímo postoupivším mužstvem jeden zápas, jehož vítěz získá bronzovou medaili.

## MS 1924 (8 účastníků)
Turnaje se účastnilo 8 mužstev, která byla rozlosována do dvou skupin po čtyřech účastnících. V rámci těchto skupin sehrála mužstva zápasy se všemi ostatními účastníky dané skupiny. Po sehrání těchto duelů postoupila dvě nejlepší mužstva z každé skupiny do skupiny finálové. Tam mužstva opět sehrála utkání s ostatními soupeři s výjimkou mužstva, s nímž postoupila ze stejné skupiny. Tato utkání se již neopakovala, ale jejich výsledek se ze základní skupiny započítával. Po sehrání všech zápasů byla nejlepší tři mužstva dekorována medailemi.

## MS 1928 (11 účastníků)
Deset mužstev bylo rozděleno do tří skupin (jedna se čtyřmi členy, ostatní dvě po třech členech); jedenáctá (Kanada) byla nasazena až přímo do finálové skupiny. Mužstva ve skupinách sehrála utkání proti ostatním členům dané skupiny. Vítězové základních skupin postoupili do skupiny finálové, kam již byla dříve nasazena také Kanada. I zde mužstva sehrála utkání s ostatními soupeři a nejlepší pak byli na konci soutěže dekorování medailemi.

## MS 1930 (12 účastníků)
Původně bylo 8 účastníků rozděleno do čtyř dvojic, ovšem po odřeknutí účasti Švédska, se jemu nalosovaný soupeř – Rakousko – posunulo přímo do další fáze turnaje. Ve zbylých třech dvojicích bylo sehráno jedno utkání, jehož vítěz doplnil Rakousko v další fázi turnaji, ve čtvrtfinále. Zde se k nim navíc připojily celky Polska, Japonska, Švýcarska a Československa, které sem byly nasazeny přímo.
Ve čtvrtfinále byla mužstva opět nalosována do dvojic a po sehrání jednoho zápasu mezi členy dvojic postoupil jeho vítěz do semifinále. To se hrálo stejným způsobem jako čtvrtfinále. Vítězové semifinále se utkali ve finále o titul mistra Evropy (jednalo se o evropské celky). Mistr Evropy pak následně ve finále mistrovství světa vyzval v jednom zápase Kanadu, která sem byla nasazena přímo.

## MS 1982 (8 účastníků)
Nejprve každé mužstvo jednokolově sehrálo utkání s ostatními sedmi mužstvy ve skupině. Nejlepší čtyři mužstva pak spolu hrála další zápasy systémem každý s každým, přičemž výsledky dosažené v základní skupině se započítávaly.
Nejhorší mužstvo po základní části sestoupilo.

## MS 1983 až MS 1991 (8 účastníků)
Každé z osmi mužstev sehrálo jednokolově systémem každý s každým utkání s ostatními sedmi účastníky turnaje. Následně nejlepší čtyři mužstva spolu hrála ještě jednou opět systémem každý s každým, ale výsledky dosažené v základní skupině se jim nezapočítávaly. Nejlepší z nich pak byl dekorován mistrovským titulem.
Týmy, které v základní skupině skončily na 5. až 8. místě, spolu také hrály jednokolově každý s každým, ale jim se výsledky dosažené v základní skupině započítávaly. Nejhorší mužstvo pak sestoupilo.

## MS 1992 (12 účastníků)
Mužstva byla rozdělena do dvou skupin po šesti. V rámci těchto skupin sehrálo každé mužstvo jednokolově utkání systémem každý s každým.
Následně první čtyři mužstva z každé skupiny postoupila do playoff hrané na jeden zápas. Ve čtvrtfinále se utkal nejlepší tým z jedné skupiny proti čtvrtému týmu druhé skupiny (tedy 1. se 4.), dále 2. se 3., 3. s 2. a 4. s 1. Vítězové čtvrtfinále postoupili do semifinále a vítězové finále do zápasu o zlatou medaili. Poražení semifinalisté se utkali v zápase o bronzovou medaili.
Celky, které skončily v základních skupinách na posledním – šestém – místě, se utkaly v jednom utkání. Poražený z tohoto zápasu sestoupil.

## MS 1993 (12 účastníků)
Totožný systém s turnajem v roce 1992. Jediným rozdílem byla utkání, v nichž se rozhodovalo o sestupujícím. Pátý tým z jedné skupiny nejprve sehrál jedno utkání se šestým týmem ze skupiny druhé a podobně šestý tým jedné skupiny sehrál jedno utkání s pátým týmem druhé skupiny. Poražení z těchto utkání se spolu utkali v jednom zápase a tým, který v tomto utkání prohrál, sestoupil.

## MS 1994 (12 účastníků)
Viz turnaj MS 1992.

## MS 1995 a MS 1996 (12 účastníků)
Totožný systém s turnajem v roce 1992. Jediným rozdílem je skutečnost, že celky, které skončily v základních skupinách na posledním – šestém – místě spolu sehrály dvě utkání. Celek, který z těchto utkání získal méně bodů, sestoupil.

## MS 1997 (12 účastníků)
Mužstva byla rozdělena do dvou skupin po šesti. Z každé skupiny postoupili 3 do semifinálové skupiny. Dva nejlepší ze skupiny hráli 3 finálové zápasy, ze kterých vznikl mistr a vicemistr. Třetí a čtvrtý ve skupině se utkali v zápase o bronz.

## MS 1998 a MS 1999 (16 účastníků)
Mužstva byla rozdělena do čtyř čtyřčlenných skupin, ze kterých se vždy dvě dostala do čtyřčlenné čtvrtfinálové skupiny. Z obou čtvrtfinálových skupin dva týmy postoupily do semifinále. Pak už jednoduše nastal zápas o bronz a finále.[zdroj⁠?!]

## MS 2000 až MS 2011 (16 účastníků)
Opět byla mužstva rozdělena do čtyř skupin po čtyřech. Z každé skupiny 3 postoupila do jedné ze dvou osmifinálových skupin. Poslední ze všech skupin jdou do jedné skupiny o udržení se v elitní šestnáctce MS.
Osmifinálové skupiny: Zde čtyři nejlepší z každé skupiny postupují do čtvrtfinále systémem: 1A vs. 4B, 2A vs. 3B, 1B vs. 4A a 2B vs. 3A. Semifinále vypadá takto: 1A/4B vs. 2B/3A a 1B/4A vs. 2A/3B.

## MS 2012 až MS 2013 (16 účastníků)
Mužstva jsou rozdělena do dvou skupin po osmi. V nich se hraje systémem každý s každým. Z každé skupiny postupují 4 týmy do čtvrtfinále. Poslední tým z každé skupiny sestupuje do Divize IA. Čtvrtfinále se hrají v rámci skupin, nikoliv křížem (to je proto, že tato dvě mistrovství se hrají ve Stockholmu a Helsinkách – pokud by se jeden tým přesouval ze svého „skupinového“ města do druhého, mohlo by se stát, že by na semifinále musel letět zpět, což je vzhledem ke vzdálenosti a státním hranicím nepraktické). Čtvrtfinále se tedy hraje systémem 1A-4A, 2A-3A, 1B-4B a 2B-3B. Dále se hraje semifinále systémem 1A/4A-2B/3B a 1B/4B-2A/3A (čímž je zajištěno to, že vítězové skupin A a B se nepotkají dřív než ve finále (případně o 3. místo)). Vítězové semifinále se utkají ve finále, poražení v zápase o 3. místo.

## MS 2014 až MS 2016 (16 účastníků)
Mužstva jsou rozdělena do dvou skupin po osmi. V nich se hraje systémem každý s každým. Z každé skupiny postupují 4 týmy do čtvrtfinále. Poslední tým z každé skupiny sestupuje do Divize IA. Čtvrtfinále se hrají opět napříč skupinami, tedy systémem 1A-4B, 2A-3B, 1B-4A a 2B-3A. Dále se hraje semifinále systémem 1A/4B-2B/3A, 1B/4A-2A/3B (čímž je zajištěno to, že vítězové skupin A a B se nepotkají dřív než ve finále (případně o 3. místo)). Vítězové semifinále se utkají ve finále, poražení v zápase o 3. místo.